# Idaea plumboscriptaria
Idaea plumboscriptaria är en fjärilsart som beskrevs av Hugo Theodor Christoph 1881. Idaea plumboscriptaria ingår i släktet Idaea och familjen mätare. Inga underarter finns listade i Catalogue of Life.